# Cines del Sur
Il Cines del Sur (Cinema del Sud) è un festival cinematografico competitivo spagnolo dedicato ai film emergenti prodotti nel sud del pianeta (America Latina, Africa, e regioni meridionali dell'Asia). È stato fondato nel 2001 da un docente universitario, Alberto Elena, per contribuire a superare l’immagine monolitica del cinema australe mostrandone al contrario la varietà e lo sperimentalismo. La rassegna cinematografica ha una durata di una settimana al termine della quale viene celebrata la cerimonia di assegnazione dei premi.

## Programma
La sezione ufficiale dei film in concorso presenta quattordici opere inedite in Spagna. Accanto alla sezione ufficiale, il festival propone differenti sezioni tematiche e e installazioni fotografiche in linea con gli argomenti trattati nei film. L'evento è pubblico e prevede alcune proiezioni gratuite all'apero nella cornice della città di Granada, in Andalusia. Fra la giuria sono presenti celebrità del cinema del sud.

## I premi
Il festival assegna tre premi: l'Alhambra di bronzo al terzo film classificato, l'Alhambra d'argento al secondo, e l'Alhambra d'oro al miglior film. Chi si aggiudica l'Alhambra d'argento riceve 3000 euro, mentre con l'Alhambra d'oro si vincono 5000 euro. I premi speciali sono due: il premio della giuria e quello del pubblico.